# Pierre Laurent
Pierre Laurent (født 7. april 1730, død 25. november 1807) var kongelig Hofdansemester.
Pierre Laurent blev hentet fra Frankrig af kong Frederik V, hvor han først optrådte i den franske Hoftrup og varetog dansen ved hoffet. Da Kronprins Christian dimitterede, udnævnes Laurent til virkelig kancelliraad. Udover at han passede hoftjenesten var han teatrets første udenlandske danselærer, og han oprettede Balletskolen . Ved hans afsked i 1784, skrev han til kongen; "Jeg har uddannet alle Elever ved Teatret af begge Køn, der endnu er til Pryd for Hoffet og Byen. Før mig var den gode Dans slet ikke eller lidet kendt her; det er mig, som har bibragt Danskerne Smagen derfor". Laurent afgik med sin gage på 1000 Rdl., i pension og bosatte sig senere i Paris.
Flere af Pierre Laurents efterkommere i Danmark var tilknyttet Balletskolen, blandt andet Carla Laurent (1898-1980), der dog måtte stoppe da hun brækkede en storetå i Elverhøj. I 2018 udgør Laurent-familien i Danmark en snes personer, blandt andet Marianne Laurent, Leon Laurent, Zeki Laurent Sadic og Morten Unger Laurent. Ingen dog tilknyttet Det Kongelige Teater.